# Wydział Zarządzania Politechniki Bydgoskiej im. Jana i Jędrzeja Śniadeckich
Wydział Zarządzania Politechniki Bydgoskiej im. Jana i Jędrzeja Śniadeckich – jeden z dziewięciu wydziałów Politechniki Bydgoskiej im. Jana i Jędrzeja Śniadeckich. 

## Kierunki kształcenia
Dostępne kierunki:
- Finanse i rachunkowość (studia I i II stopnia)
- Zarządzanie (studia I i II stopnia)
- Zarządzanie i inżynieria produkcji (studia I i II stopnia)
- Zarządzanie w sporcie (studia I stopnia)
- Zarządzanie innowacją w strategii biznesowej (studia podyplomowe)

## Poczet dziekanów
1. prof. dr hab. inż. Ludosław Drelichowski (2007–2012)
2. dr hab. inż. Zofia Wyszkowska (2012–2020)
3. dr hab. Iwona Posadzińska (od 2020)

## Władze Wydziału
W kadencji 2020–2024:
| Stanowisko                                     | Imię i nazwisko                           |
| ---------------------------------------------- | ----------------------------------------- |
| Dziekan                                        | dr hab. Iwona Posadzińska                 |
| Prodziekan ds. kształcenia i spraw studenckich | dr inż. Małgorzata Michalcewicz-Kaniowska |

## Struktura organizacyjna
| Katedra                                         | Kierownik                        |
| ----------------------------------------------- | -------------------------------- |
| Katedra Ekonomii i Marketingu                   | dr hab. Krzysztof Andruszkiewicz |
| Katedra Informatyki Ekonomicznej i Controllingu | dr hab. Arkadiusz Januszewski    |
| Katedra Inżynierii Zarządzania                  | dr hab. inż. Waldemar Bojar      |
| Katedra Zarządzania Innowacjami Organizacyjnymi | dr hab. Iwona Posadzińska        |